# Маряхін Сергій Степанович
Сергій Степанович Маряхін (7 жовтня 1911, село Тоторшево Нижньогородської губернії, тепер Ардатовського району Нижньогородської області, Російська Федерація — 15 червня 1972, місто Москва) — радянський військовий діяч, командувач Північної групи військ, командувач військ Білоруського військового округу, начальник Тилу Збройних сил СРСР — заступник міністра оборони СРСР, генерал армії (22.02.1968). Кандидат у члени ЦК КПРС у 1966—1971 роках. Член ЦК КПРС у 1971—1972 роках. Депутат Верховної Ради СРСР 7—8-го скликань. 

## Життєпис
Народився в селянській родині. У 1928—1931 роках жив у місті Кулебаки, де вступив до комсомолу. У Кулебаках закінчив школу фабрично-заводського учнівства, працював підручним сталевара і сталеваром металургійного заводу.
Член ВКП(б) з 1931 року.
У Червоній армії з 1931 року. З 1 червня 1931 по 10 березня 1932 року — курсант Саратовської бронетанкової школи.
З 10 березня 1932 року — командир взводу механізованої бригади імені Каліновського. З 1 грудня 1933 по 10 квітня 1934 року — т.в.о. командира 2-ї роти 2-го батальйону механізованої бригади імені Каліновського. З 10 квітня 1934 року — помічник командира роти 2-го батальйону Орловського бронетанкового училища.
З 23 листопада 1938 по 7 травня 1941 року — слухач Військової академії РСЧА імені Фрунзе.
З 7 травня 1941 року — заступник начальника штабу 99-го танкового полку 50-ї танкової дивізії. З липня по вересень 1941 року — в.о. командира танкового батальйону 99-го танкового полку 50-ї танкової дивізії. Учасник німецько-радянської війни. З січня 1942 року — начальник штабу 150-ї танкової бригади. З 22 квітня 1942 року — начальник 1-го відділу автотракторного управління штабу АБТУ Брянського фронту. З 4 серпня 1942 року — начальник оперативного відділу штабу КК Бронетанкових і механізованих військ Воронезького фронту. З 17 лютого 1943 року — начальник штабу КК БТіМВ Воронезького фронту (з 20 жовтня 1943 року — 1-го Українського).
Наказом військам 1-го Українського фронту від 30 березня 1944 «за халатне ставлення до виконання наказу, який зірвав своєчасне виступ 400-го самохідно-артилерійського полку» відсторонений від посади і призначений з пониженням начальником оперативного відділу штабу 4-ї танкової армії. З 6 квітня 1944 року — начальник оперативного відділу 4-ї танкової армії (17 березня 1945 році перетворена в 4-у гвардійську). Брав участь в Львівсько-Сандомирської операції. З 19 березня по 25 квітня 1945 року — в.о. командира 68-ї гвардійської танкової бригади.
З 20 червня 1945 року — командир 81-го гвардійського важкого танко-самохідного полку (Центральна група військ). З 26 листопада 1946 року — начальник штабу 8-ї гвардійської танкової дивізії. З 8 червня 1948 року — начальник оперативного відділу штабу 4-ї гвардійської танкової армії.
З 30 грудня 1948 по 29 грудня 1950 року — слухач Вищої військової академії імені Ворошилова.
З 15 березня 1951 року — командир 25-ї танкової дивізії. З 13 лютого 1954 року — начальник штабу 1-ї гвардійської механізованої армії. З 20 січня 1955 року — 1-й заступник командувача 1-ї гвардійської механізованої армії.
З 4 жовтня 1956 року — старший викладач кафедри стратегії і оперативного мистецтва Вищої військової академії імені Ворошилова. З 17 лютого 1958 року — старший викладач кафедри оперативного мистецтва Вищої військової академії імені Ворошилова.
З 30 травня 1958 по травень 1960 року — командувач 7-ї гвардійської армії Закавказького військового округу.
З 25 травня 1960 по 29 березня 1963 року — 1-й заступник командувача військ, член військової ради Північної групи військ. 
З 29 березня 1963 по липень 1964 року — командувач Північної групи військ (на території Польщі).
10 липня 1964 — 22 вересня 1967 року — командувач військ Білоруського військового округу.
22 вересня 1967 — 25 квітня 1968 року — 1-й заступник начальника Тилу Збройних сил СРСР.
25 квітня 1968 — 15 червня 1972 року — начальник Тилу Збройних сил СРСР — заступник міністра оборони СРСР.
Помер 15 червня 1972 року. Похований в Москві на Новодівочому цвинтарі.

## Військові звання
- Воєнтехнік 2-го рангу (13.01.1936)
- Воєнтехнік 1-го рангу (20.02.1938)
- Старший лейтенант (6.06.1938)
- Капітан (20.04.1940)
- Майор (10.11.1941)
- Підполковник (11.04.1942)
- Полковник (22.05.1943)
- Генерал-майор танкових військ (3.08.1953)
- Генерал-лейтенант танкових військ (25.05.1959)
- Генерал-полковник (13.04.1964)
- Генерал армії (22.02.1968)

## Нагороди
- три ордени Леніна (31.05.1945, 30.12.1956, 6.10.1971)
- два ордени Червоного Прапора (4.01.1942, 3.11.1953)
- орден Суворова ІІ ст. (6.04.1945)
- орден Богдана Хмельницького ІІ ст. (25.08.1944)
- орден Вітчизняної війни І ст. (10.01.1944)
- два ордени Червоної Зірки (9.02.1943, 6.05.1946)
- медалі: «За бойові заслуги» (3.11.1944), «За перемогу над Німеччиною у ВВВ 1941-1945 рр.» (1945), «За визволення Праги» (1945), «За взяття Берліна» (1945), «30 років Радянської Армії і Флоту» (1948), «40 років Збройних Сил СРСР» (1958), «20 років Перемоги у Великій вітчизняній війні 1941-1945 р » (1965), «50 років Збройних Сил СРСР» (1967), «За військову доблесть. В ознаменування 100-річчя від дня народження Володимира Ілліча Леніна »(1970).